# فرناندا جاراي
فرناندا جاراي (مواليد 10 مايو 1986) هي لاعبة كرة طائرة برازيلية، فازت بالميدالية الذهبية في أولمبياد 2012 والفضية في أولمبياد 2020.

## وصلات خارجية
- فرناندا جاراي على موقع الاتحاد الأوروبي (الإنجليزية)
- فرناندا جاراي على موقع عالم الكرة الطائرة (الإنجليزية)
- فرناندا جاراي على موقع الدوري الياباني (مؤرشف) (اليابانية)
- فرناندا جاراي على موقع اللجنة الأولمبية الدولية (الإنجليزية)
- فرناندا جاراي على موقع أوليمبيديا (الإنجليزية)
- فرناندا جاراي على موقع اللجنة الأولمبية البرازيلية (البرتغالية)